# Отиашвили, Давит
Давит Отиашвили (груз. დავით ოთიაშვილი, род.9 апреля 1980) — грузинский борец вольного стиля, призёр чемпионатов Европы.

## Биография
Родился в 1980 году. В 1996 году стал чемпионом мира среди кадетов. В 1999 году завоевал серебряную медаль первенства Европы среди юниоров и бронзовую медаль первенства мира среди юниоров. В 2000 году стал бронзовым призёром первенства мира среди юниоров.
В 2002 году стал серебряным призёром чемпионата Европы. В 2005 году завоевал бронзовую медаль Универсиады.